# Sperduti nel buio (film 1947)
Sperduti nel buio è un film italiano del 1947 diretto da Camillo Mastrocinque, tratto dall'omonimo dramma teatrale di Roberto Bracco.
Fu presentato in concorso al 2º Festival di Cannes.

## Trama
Napoli. Franz Cardillo, duca di Valenza, aveva avuto, in passato, una breve storia con una sua cameriera, Maria. Da questa relazione illegittima è nata una bambina, Paolina, che però l'uomo non ha mai voluto riconoscere. Quando, quindici anni più tardi, Maria muore, Paolo Nardone, un pregiudicato, col quale la donna conviveva, tenta un ricatto ai danni del duca, valendosi proprio di Paolina, che sa essere figlia del nobile; l'uomo però non cede al ricatto e Nardone viene arrestato mentre Paolina, ormai rimasta sola, decide di andarsene da casa. Fuggendo in una notte di bufera, la ragazza si rifugia in un café-chantant vuoto: c'è soltanto Carmine, un povero violinista non vedente. Carmine si affeziona alla ragazza, le insegna a cantare, e insieme al vecchio Ciccillo iniziano a fare i suonatori ambulanti, legati tra loro da affetto fraterno.
Nel frattempo il duca di Valenza, gravemente ammalatosi e cosciente di essere quasi arrivato alla fine dei suoi giorni, vorrebbe prendere con sé la figlia mai riconosciuta e nominarla propria erede, ma Livia, perfida amante del duca, glielo impedisce e così l'uomo muore prima di poter mettere in pratica i suoi propositi. Nardone, uscito di galera, tenta di costringere Paolina a tornare a vivere con lui; ma questa ha trovato ormai un valido difensore: un giovane e onesto marinaio, che, riamato, l'ama e vuole sposarla. Nardone è messo dunque fuori gioco dal marinaio e così lui e Paolina possono coronare il loro sogno d'amore, sposandosi; Carmine, tornando dal suo lavoro, trova la sua casa ormai vuota. Il destino di Paolina, che egli prevedeva da tempo, si è avverato.

## Produzione
Il film rientra nel filone dei melodrammi sentimentali, comunemente detto strappalacrime, allora molto in voga tra il pubblico italiano, in seguito ribattezzato dalla critica con il termine neorealismo d'appendice.

## Doppiaggio
In questo film Fiorella Betti, allora giovane attrice debuttante, venne doppiata da Clelia Matania, sebbene in seguito essa stessa divenne un'apprezzata doppiatrice.

## Distribuzione
Il film venne distribuito nelle sale cinematografiche italiane nel settembre del 1947.
Fu in seguito distribuito anche negli Stati Uniti, il 13 maggio del 1949, con il titolo Lost in the Dark.
Venne distribuito anche in Francia con il titolo Perdu dans les ténèbres.

## Opere correlate
Il dramma di Roberto Bracco era stato già trasposto al cinema durante l'epoca del muto con un'omonima pellicola del 1914 diretta da Nino Martoglio, poi andata perduta.